# Petar Divić
Petar Divič (szerbül: Петар Дивић) (Pancsova, 1975. július 11.) kétszeres jugoszláv válogatott labdarúgó.

## Pályafutása
Az OFK Beograd színeiben 2002-ben 28 góllal szerb gólkirály lett, és ekkor került a német másodosztályba, ahol nem ment neki annyira a játék, ezért visszatért Szerbiába. Petar 2008 tavaszán a Dinamo Pančevoból igazolt Magyarországra. A Vasas drukkerek hamar a szívükbe zárták a veterán szerb válogatottat, mert bemutatkozó szezonjában 2, majd a 2008-09-es szezonban 7 gólt lőtt.

## Mérkőzései a jugoszláv válogatottban
Játszott kétszer a Jugoszláv labdarúgó-válogatottban, 2001. június 28-án a Paraguay majd 2001. július 4-én pedig a Japán elleni barátságos mérkőzéseken.
| #  | Dátum            | Ellenfél | Eredmény | Kiírás     | Esemény |
| -- | ---------------- | -------- | -------- | ---------- | ------- |
| 1. | 2001. június 28. | Paraguay | 0 – 2    | Kirin-kupa |         |
| 2. | 2001. július 4.  | Japán    | 0 – 1    | Kirin-kupa |         |

## Külső hivatkozások
- www.national-soccer-teams.com[halott link]
- Hlsz.hu profil